# Melcões
Melcões ist ein Ort und eine ehemalige Gemeinde (Freguesia) im portugiesischen Kreis Lamego. Die Gemeinde hatte 124 Einwohner (Stand 30. Juni 2011).
Am 29. September 2013 wurden die Gemeinden Melcões, Cepões und Meijinhos zur neuen Gemeinde União das Freguesias de Cepões, Meijinhos e Melcões zusammengeschlossen.